# 2200
2200 (MMCС) е обикновена година, започваща в сряда според григорианския календар. Тя е 2200-тната година от новата ера, двестната от третото хилядолетие и първата от 2200-те.